# Goryphus gossypi
Goryphus gossypi là một loài tò vò trong họ Ichneumonidae.